# 乌美溴铵/维兰特罗
乌美溴铵/维兰特罗（英语：umeclidinium bromide/vilanterol；商品名：Anoro Ellipta等），是一种用于治疗慢性阻塞性肺病 (COPD) 的固定剂量复方药物。它通过吸入给药。
最常见的副作用包括上呼吸道感染、尿路感染、咽炎、鼻窦炎、鼻咽炎、头痛、咳嗽、口咽疼痛、便秘和口干。
2021年，它是美国第212位最常用处方药物，处方数量超过200万张。